# Farnair Hungary
ASL Airlines Hungary (раніше відома як Farnair Hungary) — угорська авіакомпанія, що базується в Будапешті. Вона виконує регулярні і чартерні перевезення, а також медичні перевезення. Її базою є Міжнародний аеропорт Будапешт Феріхедь.

## Історія
Авіакомпанія була заснована і почала перевезення в 1990 році. Її первісне ім'я — NAWA Air Transport, це була перша приватна авіакомпанія Угорщини. В 1993 році вона була викуплена компанією Farner Air Transport і отримала нову назву Farner Air Transport Hungary; своє нинішнє ім'я Farnair Hungary компанія отримала в 1997 році. Її повним власником є Farnair Switzerland.

## Катастрофи та інциденти
27 січня 2005 року літак Let L-410 компанії Farnair Hungary наводився загальнонаправленим радіомаяком з допомогою радара в аеропорт Ясси в Румунії, але коли екіпаж невірно зазначив проходження контрольної точки, при спробі повернути праворуч літак по спіралі звалився на льотне поле. Двоє людей, які знаходилися на борту льотчика загинули. Під час авіакатастрофи йшов легкий сніг.

## Флот
Флот Farnair Hungary на липень 2009 року включав в себе:
- 1 ATR 42-320F (експлуатований авіакомпанією Farnair Switzerland)
- 4 Fokker F27 Mk500
- 6 ATR 72-200 з великими дверима для вантажів (перевезення піддонів)
- 4 ATR 72-200 з дверима для перевезення вантажу внавал.
- 1 ATR 72-200 пасажирський
- 2 ATR 42-320 пасажирський
- 2 Beech 1900C вантажний